# رود هاکاری

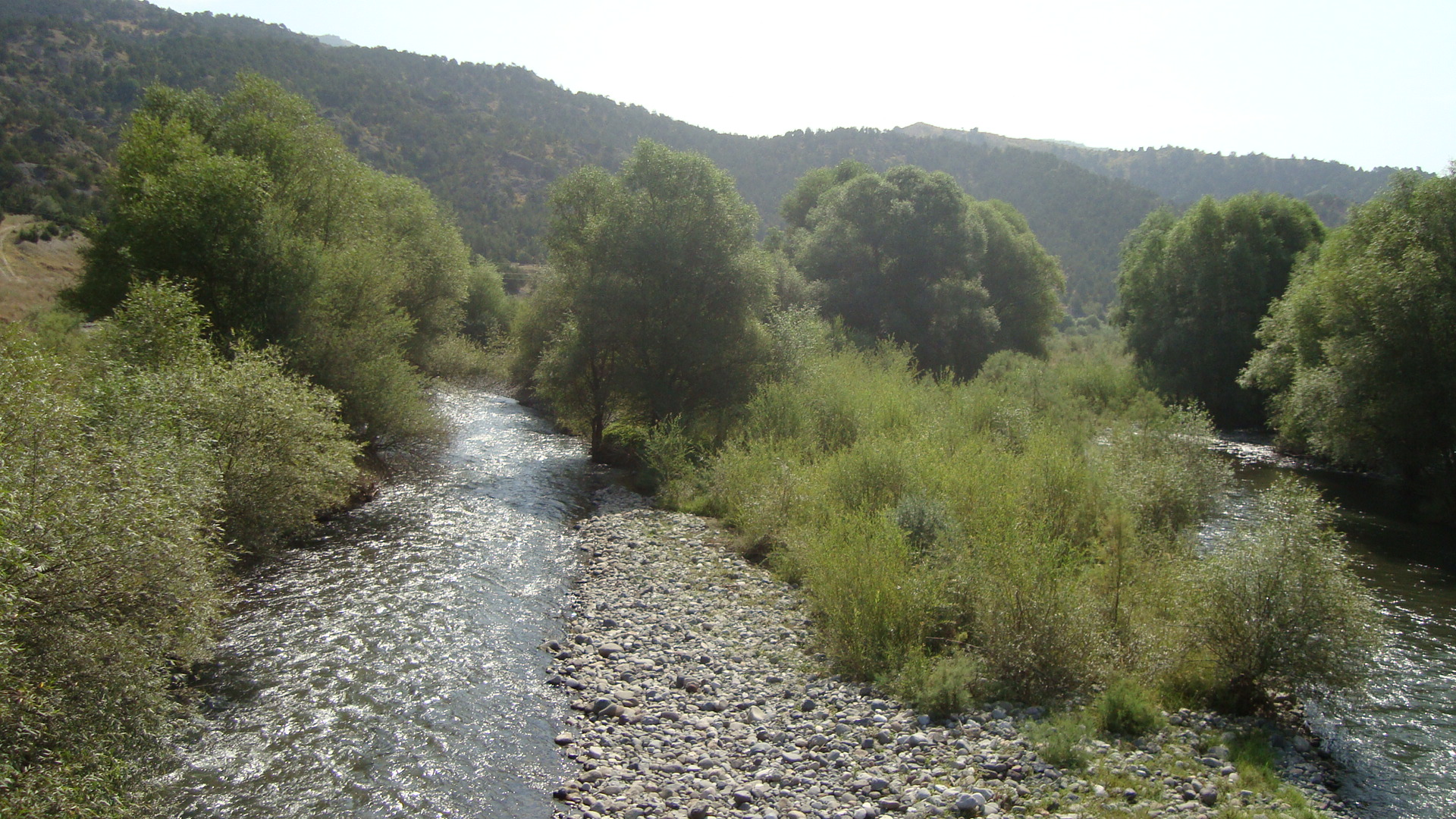
رودخانه هاکاری در نزدیکی شهر لاچین

رودخانه هاکاری (به ترکی آذربایجانی: Həkəri) یک رود و یکی از ریزابه‌های سمت چپ رود ارس در جمهوری آذربایجان است. این رودخانه ۱۲۸ کیلومتر (۸۰ مایل) درازا دارد و از شهرستان قبادلی و شهرستان زنگلان گذر می‌کند. چندین روستای پرجمعیت از جمله واردانانتس در کناره این رود جای دارند. اختلاف ارتفاع بین سرآب و دهانه رود ۲٬۸۱۲ متر (۹٬۲۲۶ فوت) است. از آب این رودخانه برای آبیاری و آشامیدن استفاده می‌شود. ماهی‌هایی مانند قزل‌آلا و سیسکوی قطبی در این رودخانه تخم‌ریزی می‌کنند.